# Bjerringbro-Silkeborg
Maillots
Actualités
Dernière mise à jour : 31 août 2021.
Le Bjerringbro-Silkeborg est un club de handball danois basé dans les deux villes de Bjerringbro et Silkeborg. Actuellement, Bjerringbro-Silkeborg participe au Championnat du Danemark masculin de handball qu'il remporte pour la première fois de son histoire en 2016.

## Histoire

Ancien logo du BSV Bjerringbro-Silkeborg

Le club a été créé en 2005, à la suite de la fusion des clubs Bjerringbro FH et Silkeborg-Voel KFUM.
Il conclut ses deux premières saisons par respectivement une huitième en 2006 et une dixième place en 2007. Pour sa première campagne européenne lors de la Coupe des coupes 2006-2007, le club élimine successivement les Hongrois du Komlói BSK au deuxième tour, le club historique croate du RK Zagreb au troisième tour et les suisses du Kadetten Schaffhausen lors des huitièmes de finale avant d'être écarté par les Espagnols du Reale Ademar León sur le score total de 57 à 64 (30-36; 28-27).
Puis, lors de la saison 2007/2008, le club est qualifié en Coupe EHF. Après avoir éliminé les bulgares du HK Lokomotiv Varna au troisième tour et le club allemand du TBV Lemgo en huitième de finale, le club est éliminé en quart de finale par les slovènes du RK Gorenje Velenje sur un total de 52 à 50 (27-26, 25-24). Pendant ce temps, en championnat, le BSV réussit à se qualifier en Play-off mais terminer dernier de son groupe et ne se qualifie donc pas pour la phase finale.
Non qualifié en coupe d'Europe pour la saison 2009-2010, le BSV terminant premier de la saison régulière en championnat et se qualifie ainsi pour les Play-Off. Deuxième de son groupe derrière le Kolding IF et devant le Nordsjælland Håndbold et le Team Tvis Holstebro, il remporte l'opposition pour la troisième place au détriment du FC Copenhague Handball (60 à 54) et se qualifie donc pour la Coupe EHF.
Toutefois, le club est invité à participer au tournoi Wild-cards de la Ligue des champions. Malgré des victoires face aux Espagnols du Reale Ademar León et aux slovènes du RK Gorenje Velenje, le club s'incline face aux Allemands des Rhein Neckar Löwen qui se qualifient donc pour la Ligue des champions tandis que le BSV retrouve sa place en Coupe EHF. Lors de cette compétition, le club élimine les norvégiens du Drammen HK sur un total de 69-49 (38-28;31-21) mais est éliminé dès le tour suivant par les Allemands du TV Großwallstadt sur le score total de 53 à 55 (25-27; 28-28). En championnat, le BSV Bjerringbro-Silkeborg finit la saison régulière à la sixième place et se qualifie donc en Play-Offs. Il termine alors premier de son groupe, dans lequel se trouvait le Skjern Håndbold, le Kolding IF et l'AGF Aarhus Håndbold. Qualifié en finale, le BSV rencontre l'AG Copenhague mais fut battu 27-29 à l'aller puis 30-21 au retour. Malgré tout, le BSV termine cette saison à la deuxième place, synonyme de qualification directe pour la Ligue de champions.
Une Ligue des champions 2011-2012 où le BSV Bjerringbro-Silkeborg tombe dans la poule B, poule qu'il partage avec des pointures européennes telles que les Espagnols du BM Atlético de Madrid, les Hongrois du Veszprém KSE, les Allemands du Füchse Berlin, les Polonais du KS Kielce et les russes du Medvedi Tchekhov. Dans cette poule très relevée, le BSV termine à la dernière place et est donc éliminé dès la phase de groupe. En championnat, le club réédite l'exploit d'atteindre la finale tout comme l'année précédente. Après s'être qualifié pour les Play-Off grâce à une troisième place lors de la saison régulière, le BSV termine premier de sa poule devant le Kolding IF, l'Aalborg Håndbold et le Viborg HK. Opposé en demi-finale au Team Tvis Holstebro, deuxième de l'autre groupe, le BSV s'impose sur le score total de 58 à 55 (26-23; 35-29) et accède ainsi à la finale où il retrouva de nouveau l'AG Copenhague. Battu 19 à 30 à l'aller puis 21 à 22 au retour, le BSV termine donc à la deuxième place et se qualifie directement pour la Coupe EHF.
Mais le 31 juillet 2012, le club d'AG Copenhague, champion du Danemark, est mis en liquidation judiciaire du club par les autorités danoises à la suite du retrait de son président et mécène Jesper "Kasi" Nielsen. Par conséquent, le club est retiré de la ligue des champions et la place attribuée au Danemark est récupérée par le Bjerringbro-Silkeborg,. Dans le Groupe C en compagnie de RK Gorenje Velenje, KS  Kielce, Chambéry Savoie Handball, HC Saint-Pétersbourg et le RK Metalurg Skopje, le BSV termine quatrième et s'est donc qualifié pour les huitièmes de finale où il est battu par le club espagnol du FC Barcelone sur un total de 58 à 50 (26–32; 24–26). En championnat, le club s'est qualifié pour les Play-Off à l'issue d'une troisième place lors de la saison régulière, mais termine seulement quatrième de son groupe derrière le Skjern Håndbold, le Mors-Thy Håndbold et de l'AGF Aarhus Håndbold.
La saison 2013/2014 est similaire à la précédente en championnat puisque le club termine à la quatrième place de son groupe de play-offs, derrière le KIF Copenhague, l'Aalborg Håndbold et le SønderjyskE Håndbold.
La saison 2014/2015 a quant à elle été de meilleure facture puisque, après une troisième place à l'issue de la saison régulière en championnat et une première place à l'issue du Groupe 2 des plyas-off, le club retrouva les demi-finales du championnat après 3 saisons d'attente. Opposé au Skjern Håndbold, le BSV s'incline toutefois 25 à 31 à l'extérieur puis ne peut faire mieux qu'un match nul 21 à 21 à domicile et est donc éliminé sur un total de 52 à 46. Cependant, la petite finale remportée sur le total de 52 à 43 (24–18; 28–25) constitue une maigre consolation pour le BSV. 

### Bilan saison par saison
| Saison    | Division | Rang          | Europe                |
| --------- | -------- | ------------- | --------------------- |
| 2005-2006 | Div. 1   | 8e            | --                    |
| 2006-2007 | Div. 1   | 10e           | C2 : 1/4 de finale    |
| 2007-2008 | Div. 1   | ?e            | --                    |
| 2008-2009 | Div. 1   | 3e groupe B   | C3 : 1/4 de finale    |
| 2009-2010 | Div. 1   | 3e            | --                    |
| 2010-2011 | Div. 1   | Vice-champion | C3 : 1/16 de finale   |
| 2011-2012 | Div. 1   | Vice-champion | C1 : Phase de groupes |
| 2012-2013 | Div. 1   | 4e groupe B   | C1 : 1/8 de finale    |
| 2013-2014 | Div. 1   | 4e groupe A   | --                    |
| 2014-2015 | Div. 1   | 3e            | --                    |
| 2015-2016 | Div. 1   | 1er           | C3 : 1/4 de finale    |
| 2016-2017 | Div. 1   | 3e            | C1 : 1/8 de finale    |
| 2017-2018 | Div. 1   | 2e            | C3 : phase de groupe  |
| 2018-2019 | Div. 1   | 4e            | C1 : phase de groupe  |
| 2019-2020 | Div. 1   | 4e            | C3 : arrêtée          |
| 2020-2021 | Div. 1   | 2e            | C3 : 2e tour          |
| 2021-2022 | Div. 1   | 3e]           | C3 : 2e tour          |
| 2022-2023 | Div. 1   | 5/6e          | ?                     |
| 2023-2024 | Div. 1   | ?e            | ?                     |
| 2024-2025 | Div. 1   | en cours      | ?                     |

## Palmarès
| Compétitions internationales | Compétitions nationales |
| - Ligue des champions (C1) - Huitième de finale : 2013 et 2017 - Coupe des coupes (C2) - Quart de finale : 2006-2007 - Coupe de l'EHF (C3) - Quart de finale : 2003, 2009 et 2016 | - Championnat du Danemark - Champion (1) : 2016 - Vice-champion : 2002 ; 2011, 2012, 2017, 2021 - Coupe du Danemark - Finaliste : 2010, 2014, 2017 |

## Effectif actuel
L'effectif pour la saison 2022-2023 était :
| Gardiens de but - 01 Johan Sjöstrand - 16 Mikkel Løvkvist Ailiers gauches - 17 August Fridén - 23 Henrik Tilsted Ailiers droits - 04 Patrick Boldsen - 22 Aksel Horgen Pivots - 14 Alexander Lynggaard - 19 René Toft Hansen - 44 Thomas Solstad | Arrières gauches - 15 Mads Kjeldgaard Andersen - 20 William Bogojevic - 25 Emil Jessen Demi-centre - 02 Ludvig Hallbäck Arrières droits - 07 Nikolaj Øris Nielsen - 26 Peter Balling |

## Joueurs emblématiques
Parmi les joueurs ayant évolué au club, on trouve
- Peter Balling (2022-)
- Mads Christiansen (2013-2016)
- Jannick Green (2011-2014)
- Kristian Kjelling (2013-2015)
- Michael V. Knudsen (2014-2020)
- Goran Kozomara
- Lars Krogh Jeppesen
- Niklas Landin Jacobsen
- Rasmus Lauge
- Alexander Lynggaard (2020-)
- Nikolaj Markussen (2015-2020 )
- Jesper Nøddesbo (2017-2021)
- Kasper Nielsen
- Morten Olsen (2007-2010)
- Nikolaj Øris Nielsen (1991-202x)
- Fredrik Petersen
- Johan Sjöstrand (2020-)
- Sebastian Skube (2014-2021)
- Kjetil Strand
- René Toft Hansen (2020-)
- Audräy Tuzolana (2011-2012)

## Infrastructure
Le club évolue au Silkeborg-Hallerne, ayant une capacité de 2500 places.